# Брюти
Брют (давньоскан. bryti) — в Скандинавії за часів переселення народів і епохи вікінгів найменування тралла, що отримував високе положення в господарстві. Він володів адміністративними і контрольними функціями, здійснював нагляд за іншими трелами і іншим господарством. Жіночим аналогом була дейя.
У період з 1000 по 1200 роки термін використовувався як «управитель» (який управляв майном від імені третіх осіб), в тому числі і васали конунга, а іноді і прирівнювався до поняття ярл.
У період пізнього середньовіччя міг означати вільного фермера, який працює за договором на лендлорда.
У цілому — назва посади управителя, економа або дворецького. Найбільш точно цього поняття відповідає латинське слово villicus і англійське слово steward. Іноді прирівнюється до німецького терміна майер.